# Ncuti Gatwa
Ncuti Gatwa, född 15 oktober 1992 i Kigali, Rwanda, är en ruandisk-skotsk skådespelare. Han är bland annat känd för rollen som Eric Effiong i Netflixs dramakomedi-serie Sex Education och den femtonde Doktorn i science-fiction TV-serien Doctor Who.

## Biografi
Gatwa är född i Rwanda av rwandiska föräldrar. Han växte upp i Edinburgh och Dunfermline i Skottland och studerade drama vid Royal Conservatoire of Scotland i Glasgow. Han tog examen där 2013.
I maj 2018 fick han rollen som Eric Effiong i den Netflixproducerade dramakomedi-serien Sex Education med Asa Butterfield och Gillian Anderson. Serien hade premiär 11 januari 2019 och mötte god kritik. Hans rolltolkning av Eric i Sex Education uppmärksammades av kritiker som menade att den rörde sig bortom klichéartade gestaltningar.
Den 8 maj 2022 meddelade BBC att Gatwa fått rollen som Doktorn i TV-serien Doctor Who. Många trodde först att han skulle spela den fjortonde inkarnationen, men det blev sedan bekräftat efter Jodie Whittakers sista avsnitt att han skulle spela den femtonde inkarnationen istället. Han tog över rollen i avsnittet "The Giggle" efter David Tennant som spelade den fjortonde Doktorn. Gatwa blev då den första svarta skådespelaren att spela titelrollen som Doktorn. 

## Filmografi

### Filmer
| År   | Titel                                         | Roll     |
| ---- | --------------------------------------------- | -------- |
| 2019 | Horrible Histories: The Movie – Rotten Romans | Timidius |
| 2021 | Sista brevet från din älskade                 | Nick     |
| 2023 | Barbie                                        | Ken #4   |

### TV
| År        | Titel                          | Roll          | Anmärkningar |
| --------- | ------------------------------ | ------------- | ------------ |
| 2014      | Bob Servant                    | Male Customer | 1 avsnitt    |
| 2015      | Stonemouth                     | Dougie        | 2 avsnitt    |
| 2019–2023 | Sex Education                  | Eric Effiong  | Huvudroll    |
| 2023      | An Adventure in Space and Time | Sig själv     | Cameo        |
| 2023–2025 | Doctor Who                     | Doktorn       | Huvudroll    |

## Utmärkelser och nomineringar
| År   | Pris             | Kategori                         | Arbete        | Resultat  | Ref.  |
| ---- | ---------------- | -------------------------------- | ------------- | --------- | ----- |
| 2019 | MTV Movie Awards | Best Breakthrough Performance    | Sex Education | Nominerad | [ 8 ] |
| 2019 | MTV Movie Awards | Best Kiss (med Connor Swindells) | Sex Education | Nominerad | [ 8 ] |
| 2019 | BAFTA Scotland   | Best Actor in Television         | Sex Education | Nominerad |       |